# 战略游戏

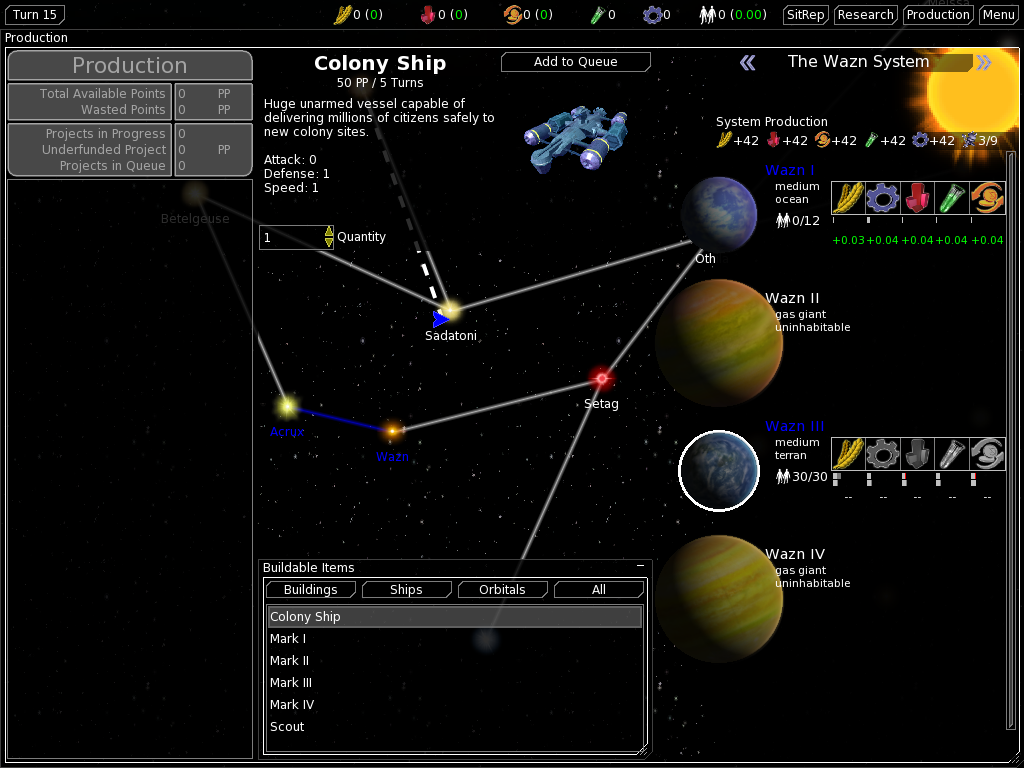
一款太空戰略遊戲

战略游戏，也叫策略游戏，是一种广泛存在于图板游戏、电视游戏和电脑游戏的游戏形式。它要求游戏的参与者“拥有”做出决策的能力。在战略游戏中，决策对游戏的结果产生至关重要的影响。战略通常是与运气相对，然而，很多游戏既包含战略成分又包含运气成分，这给战略游戏的划分带来一定的困难。因此，我们可以用游戏的战略成分来描述这个游戏，比如三國志。

## 战略游戏的分类
按照对现实世界的依赖程度，可以分为抽象策略游戏和模拟战略游戏。抽象策略游戏与现实世界的关系不大，是一种基于逻辑的游戏，这种游戏通常有游戏参与者必须遵守的简明的游戏规则。著名的抽象策略游戏有日本將棋、国际象棋和围棋等，它们流传千百年，至今经久不衰。
而模拟战略游戏则将游戏的重点放在对现实世界的模拟上。（由于需要对现实世界进行模拟，因此该类游戏通常为电脑游戏）。在这类游戏中，参与者的每一个决策，都将影射到现实世界中的决策中去。然而，就象前面划分战略和运气一样，抽象战略游戏和模拟战略游戏也不是泾渭分明的，我们通常用游戏的抽象成分来描述这个战略游戏。
依照按排决策进行顺序的方式，可以分为即时战略游戏和回合制战略游戏，在即时战略游戏，所有的决策都是即时进行的，即：游戏是连续的，你可以在游戏进行中的任何时间做出并完成决策。而回合制战略游戏则相反，游戏是基于回合的。在回合制战略游戏中，参与者要依照游戏规则轮流做出决策，只有当一方完成决策后，其他参与者才能进行决策。大部分非电脑游戏都是回合制战略游戏，然而也有极少数的非电脑战略游戏是即时战略的，如Icehouse。